# Donaldson (Arkansas)
Pour les articles homonymes, voir Donaldson.
Donaldson est un village situé dans l’État américain de l'Arkansas, dans le comté de Hot Spring.